# RuPauls Drag Race
 Der er for få eller ingen kildehenvisninger i denne artikel, hvilket er et problem. Du kan hjælpe ved at angive troværdige kilder til de påstande, som fremføres i artiklen.

RuPauls Drag Race (RuPaul's Drag Race) er et amerikansk reality talentshow, hvor den kendte drag queen RuPaul og et dommerpanel bedømmer mindre kendte drag queens for at finde "USA's næste dragsuperstjerne”. RuPauls Drag Race har affødt spin-off serier som RuPaul's Drag Race AllStars, hvor drag queens, der ikke vandt, får en ny chance at dyste om kronen, RuPaul's Drag U samt webserien Untucked. Første sæson blev vist i 2009, og i januar 2023 havde sæson 15 premiere.
Serien er produceret af selskabet World of Wonder og blev sendt først gang i USA på kanalen Logo i 2009. Fra 2017 sendes serien på kanalen VH1, som i USA når ud til mere end 90 millioner hustande mod Logos ca. 50 millioner hustande. I Danmark blev serien sendt i foråret og sommeren 2010 (sæson 1 og 2) på TV 2 Zulu, og er nu tilgængelig på bl.a. Netflix.

## Format
Showet havde premiere i 2009 som erstatning for Rick & Steve. Casting annonceres online, hvor potentielle deltagere indsender audition bånd i håb om at blive casted. Alle valgte deltagere skal være 21 år eller ældre på tidspunktet for optagelsen.
RuPaul spiller flere roller i showet: Vært, vejleder, og dommer. USA today's livline forklarer:  "RuPaul som drag queen vil have det sidste ord i at dømme og elimineringer, mens RuPaul som mand vil tilbyde vejledning til deltagere for hver udfordring. " Rupaul's drag race bruger progressiv elimination til at reducere antallet af Drag Queens i konkurrencen fra det oprindelige felt af femten deltagere (den maksimale en sæson er begyndt med) ned til de sidste tre eller fire, der vil konkurrere i den endelige udfordring. I sæsoner 1-3 blev deltagerne indsnævret til en sidste to, med en vinder vælges i den sidste episode. Hver episode (med undtagelse af Casting Special,  "Recap " episode, og Reunion Special) følger et format, der består af en mini udfordring, en Hovedudfordring, en runway walk (hvor deltagerne demonstrer deres fashion, som regel med et tema baseret på den vigtigste udfordring), dommerpanelet, en Lip Sync battle, og afskaffelse af en deltager. Der har været nogle undtagelser i episoder, herunder dobbelt-elimineringer, non-elimineringer, en diskvalifikation af en deltager og fjernelse af en deltager på grund af en skade.

## Dommere
- RuPaul (Sæson 1 - stadig aktiv)
- Merle Ginsberg (Sæson 1 - Sæson 2)
- Santino Rice (Sæson 1 - Sæson 6)
- Michelle Visage (Sæson 3 - stadig aktiv)
- Billy B (Sæson 3 - Sæson 4)
- Ross Mathews (Sæson 7 - stadig aktiv)
- Carson Kressley (Sæson 7 - stadig aktiv)

## Sæsoner og vinderne af Ru Paul's Drag Race

### Sæson 1 (2009)
Ni drag queens dystede for første gang om titlen "USA's næste drag-superstjerne." Vinderen blev den camerounsk-amerikanske drag queen BeBe Zahara Benet. Nina Flowers tog andenpladsen og Rebecca Glasscock tredjepladsen. Nina Flowers blev også valgt som Miss Congeniality, det vil sige tv-seernes favorit fundet ved afstemning online.

### Sæson 2 (2010)
Der var tolv drag queens med i konkurrencen. Vinderen blev Tyra Sanchez fra Orlando i Florida. Den californiske drag queen Raven tog andenpladsen og Jujubee, en laotisk drag queen fra Boston, fik tredjepladsen. Tv-seernes favorit blev Pandora Boxx.

### Sæson 3 (2011)
Der var tretten drag queens med i sæsonen, hvor Shangela fra sæson 2 vendte tilbage til en ny chance. Vinderen blev Raja (Sutan Amrull, en make-up kunstner fra tv-serien America's Next Top Model) fra Los Angeles. Den filippinsk-amerikanske drag queen Manila Luzon tog andenpladsen og Alexis Mateo, en puertoricansk drag queen fra Tampa, Florida, tog tredjepladsen. En anden puertoricansk drag queen, Yara Sofia, blev tv-seernes favorit.

### Sæson 4 (2012)
Vinderen blev Sharon Needles, med Chad Michaels og Phi Phi O'Hara som finalister. Dette år foregik kroningen for første gang på en scene foran et stort publikum og de 2 finalister, der ikke vandt kronen, var ikke placeret i anden og tredjeplad. Tv-seernes favorit blev Latrice Royale.

### Sæson 5 (2013)
Vinderen blev Jinkx Monsoon, med Alaska Thunderfuck og Roxxxy Andrews som finalister. Tv-seernes favorit blev Ivy Winters.

### Sæson 6 (2014)
Vinderen blev cubansk-honduranske Bianca del Rio fra Louisiana, med californiske Adore Delano og australske Courtney Act som finalister. Tv-seernes favorit blev Ben De La Creme.

### Sæson 7 (2015)
Vinderen blev Violet Chachki, med Ginger Minj og Pearl Liaison som finalister. Tv-seernes favorit blev Katya Zamolodchikova.

### Sæson 8 (2016)
Vinderen blev Bob the Drag Queen, med sydkoreansk-amerikanske Kim Chi og Naomi Smalls som finalister. Tv-seernes favorit blev puertoricanske Cynthia Lee Fontaine.

### Sæson 9 (2017)
Vinderen blev Sasha Velour, med Peppermint på andenpladsen, Shea Couleé og Trinity Taylor som finalister. I denne sæson var der for første gang fire finalister. Cynthia Lee Fontaine fra sæson otte tilbagetil ny chance. I episode seks blev Eureka O'Hara sendt hjem på grund af en knæskade, hun pådrog sig i cheerleader-episoden, men fik en invitation til at vende tilbage i næste sæson. Tv-seernes favorit blev mexicansk-amerikanske Valentina fra Californien. Denne sæson var også den første sendt og produceret af tv-kanalen VH1 i stedet for Logo Tv.

### Sæson 10 (2018)
Den tiende sæson af DragRace havde premiere 22. marts 2018.. Blandt sæsonens 14 deltagere var Eureka O'Hara, der måtte udgå af sæson ni på grund af en knæskade. Sæsonens vinder blev Aquaria, med Kameron Michaels, Asia O'Hara og Eureka O’Hara som finalister. Monet X Change blev valgt som tv-seriens favorit af seerne

### Sæson 11 (2019)
Vinderen blev Yvie Oddly, med Silky Nutmeg Ganache, A'keria Davenport, og Brooke Lynn Hytes som finalister. Nina West blev Miss Congeniality.

### Sæson 12 (2020)
Jaida Essence Hall blev kåret som vinder med Crystal Methyd og Gigi Goode som medfinalister. Heidi N Closet blev kåret som sæsonens "Miss Congeniality". Denne sæson adskilte sig markant fra de resterende sæsoner, da finalen bl.a. måtte filmes fra finalisternes egne hjem som følge af Covid-19 pandemien.

### Sæson 13 (2021)
Symone blev kåret som vinder af sæson 13. Andenpladsen gik til Kandy Muse med Rosé og Gottmik som medfinalister. Sæsones titel som "Miss Congeniality" gik til deltageren LaLa Ri.

### Sæson 14 (2022)
Titlen som vinder af sæson 14 gik til deltageren Willow Pill, mens andenpladsen gik til Lady Camden. I finaleshowet deltog også Angeria Paris VanMichaels, Daya Betty og Bosco. Sæsonens titel som "Miss Congeniality" gik til Kornbread "The Snack" Jeté.

### Sæson 15 (2023)
Deltageren Sasha Colby løb med præmien og vindertitlen i sæson 15 efterfulgt af deltageren Anetra. Med i finaleshowet var også Luxx Noir London og Mistress Isabelle Brooks. Titlen som sæsonens "Miss Congeniality" gik til Malaysia Babydoll Foxx.